# Phrynocephalus hongyuanensis
Phrynocephalus hongyuanensis är en ödleart som beskrevs av  Zhao JIANG och HUANG 1980. Phrynocephalus hongyuanensis ingår i släktet Phrynocephalus och familjen agamer. Inga underarter finns listade i Catalogue of Life.